# In My Dreams with You
In My Dreams With You ist ein Rocksong des US-amerikanischen Rockmusikers Steve Vai von dem Album Sex & Religion aus dem Jahr 1993 und wurde als Single veröffentlicht und entstand aus der Zusammenarbeit zwischen Vai und Desmond Child.
Die Single erreichte Platz 36 der Mainstream Rockcharts im Jahr 1990.

## Musikvideo
Das Musikvideo wurde in Los Angeles im Jahre 1993 aufgenommen und zeigt wie Vai Gitarre spielt und singt, Devin Townsend singt, durchsetzt mit blutigen und aggressiven Sequenzen. Am Schlagzeug ist im Video Abe Laboriel Jr. zu sehen, obwohl das Album von Schlagzeuger Terry Bozzio eingespielt wurde, danach aber der Band nicht mehr angehörte. Das Video erschien unter dem Label Sony und dauert 4:07 Minuten.